# Phenix (revista)
Phenix foi uma revista brasileira dedicada a publicar artigos sobre histórias em quadrinhos criada por Wagner Augusto e Antônio Luiz Cagnin em 1996 e publicada pela editora CLUQ. Ganhou o Prêmio Vladimir Herzog de Direitos Humanos em 1996. No ano seguinte, ganhou o prêmio de "grande contribuição" no 9º Troféu HQ Mix.